# 詹盧卡·庫爾奇
詹盧卡·庫爾奇 （Gianluca Curci，1985年7月12日—）是一位意大利足球運動員。在場上司職守門員。目前他效力於羅馬。庫爾奇出身自羅馬的青訓系統。2008年6月25日，他從羅馬轉會到錫耶納。